# Jorge Said Cury
Jorge Said Cury, mais conhecido como Jorge Cury, (Niterói, 6 de maio de 1927 – 17 de agosto de 2005) foi um advogado e político brasileiro, outrora deputado federal pelo Rio de Janeiro.

## Dados biográficos
Filho de Said Cury e Adélia Cury. Advogado formado pela Faculdade de Direito de Valença, estreou na política como terceiro suplente de deputado federal via PTB em 1962 sendo convocado esporadicamente. Mediante a imposição do bipartidarismo pelo Regime Militar de 1964 através do Ato Institucional Número Dois, ingressou no MDB e repetiu a terceira suplência em 1966 e alcançou a segunda suplência em 1970. Contrariado, migrou para a ARENA e foi candidato a deputado estadual pelo Rio de Janeiro, mas ficou apenas na vigésima suplência em 1974.
Retornou ao MDB sob a liderança de Chagas Freitas e assim foi eleito deputado federal em 1978. Com a restauração do pluripartidarismo em 1980, retornou ao PTB e foi o único deputado federal a permanecer ao lado de Ivete Vargas quando esta venceu Leonel Brizola pelo controle da sigla. Reeleito em 1982, votou a favor da Emenda Dante de Oliveira em 1984 e sufragou Tancredo Neves no Colégio Eleitoral em 1985. Ao fim do mandato deixou a vida política, mas seu filho, o também advogado Sérgio Cury, foi eleito deputado federal via PDT em 1990.